# Tiền Châu
Tiền Châu là một phường thuộc thành phố Phúc Yên, tỉnh Vĩnh Phúc, Việt Nam.

## Địa lý
Phường Tiền Châu nằm ở phía tây thành phố Phúc Yên, có vị trí địa lý:
- Phía đông giáp các phường Hùng Vương, Trưng Trắc, Trưng Nhị
- Phía tây giáp huyện Bình Xuyên
- Phía nam giáp thành phố Hà Nội
- Phía bắc giáp huyện Bình Xuyên và phường Nam Viêm.

Phường có diện tích 7,14 km², dân số năm 2017 là 12.689 người, mật độ dân số đạt 1.777 người/km².

## Lịch sử
Trước đây, Tiền Châu là một xã thuôc huyện Yên Lãng, tỉnh Vĩnh Phúc.
Ngày 5 tháng 7 năm 1977, huyện Yên Lãng sáp nhập với huyện Bình Xuyên thành huyện Mê Linh, xã Tiền Châu thuộc huyện Mê Linh.
Ngày 9 tháng 12 năm 2003, Chính phủ ban hành Nghị định 153/2003/NĐ-CP. Theo đó, chuyển xã Tiền Châu về thị xã Phúc Yên vừa tái lập.
Ngày 7 tháng 2 năm 2018, Ủy ban Thường vụ Quốc hội ban hành Nghị quyết số 484/NQ-UBTVQH14. Theo đó, thành lập phường Tiền Châu trên cơ sở toàn bộ 7,14 km² diện tích tự nhiên và 12.689 người của xã Tiền Châu, đồng thời chuyển thị xã Phúc Yên thành thành phố Phúc Yên thuộc tỉnh Vĩnh Phúc.